# Veelikse (Abja)
Veelikse – wieś w Estonii, w prowincji Viljandi, w gminie Mulgi.